# Angela Stent

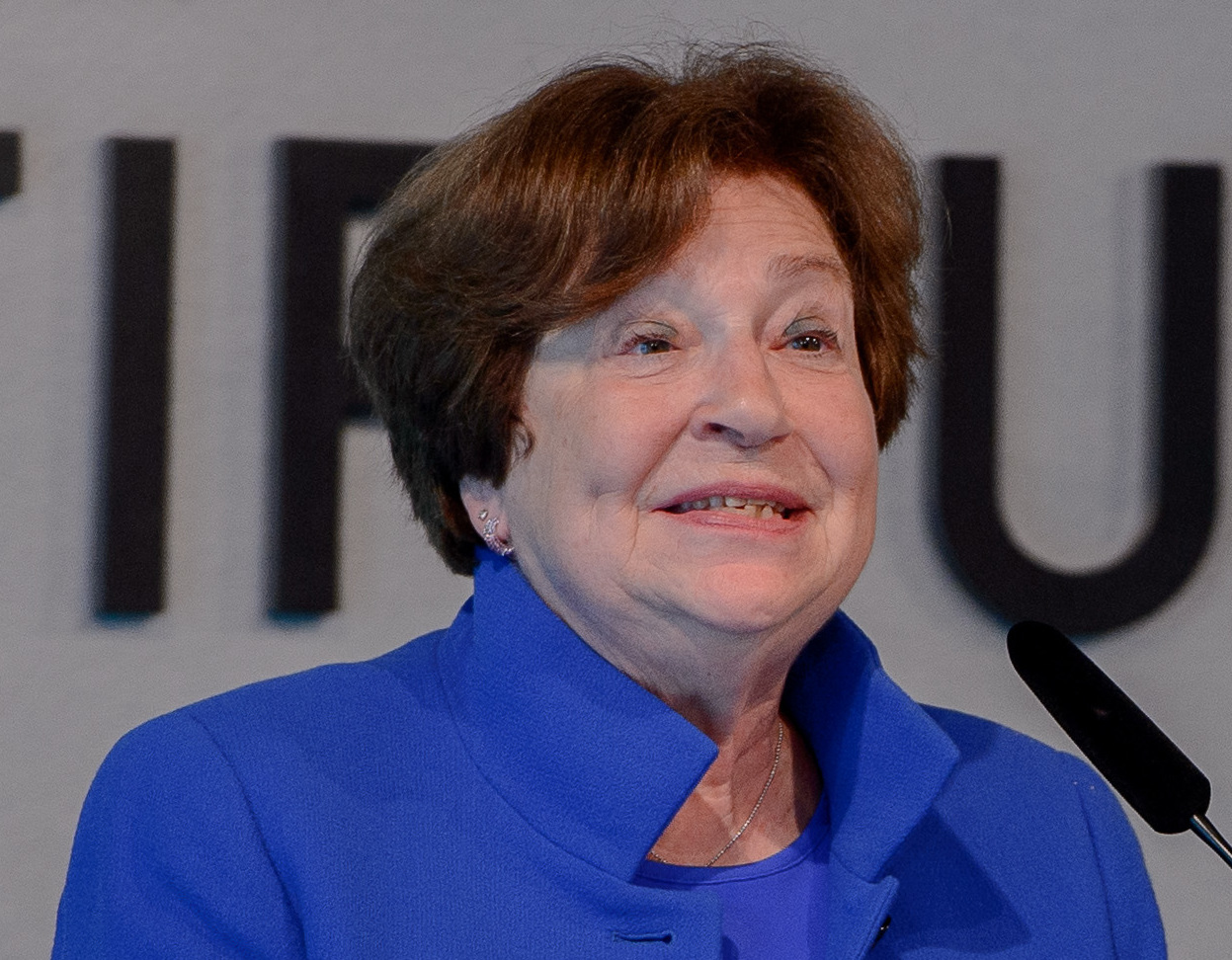
Angela Stent

Angela E. Stent (* 1947 in London) ist eine britisch-US-amerikanische Expertin für Außenpolitik, spezialisiert auf Beziehungen der USA und Europas mit Russland sowie russische Außenpolitik. Sie ist Professorin für Regierung und Auslandsbeziehungen an der Georgetown University und Direktorin von deren Zentrum für eurasische, russische und osteuropäische Studien sowie Senior Fellow der Brookings Institution. Stent arbeitete im Büro für politische Planung im State Department und mit Zuständigkeit für Russland und Eurasien im National Intelligence Council (NIC), der Geheimdienste und Politik der USA verbinden soll.

## Jugend und Ausbildung
Angela Stent besuchte zunächst die Haberdashers’ Aske’s School für Mädchen, dann das Girton College in Cambridge, wo sie ihren Bachelor in Ökonomie und Neuer Geschichte erwarb. Danach erreichte sie den Masterabschluss in Internationale Beziehungen mit Auszeichnung an der London School of Economics und einen weiteren in Sowjetunionstudien an der Harvard University. Schließlich erwarb sie den Doktortitel (PhD) am Harvard Government Department.

## Laufbahn
Stent kam 1979 ans Government Department der Georgetown University. 2001 wurde sie Professorin für Regierung und Außenbeziehungen sowie Direktorin of the Center for Eurasian, Russian, and East European Studies. An der Brookings Institution ist sie Co-Vorsitzende des Hewitt Forums über Post-Sowjetische Angelegenheiten. Von 1999 bis 2001 arbeitete sie im „Office of Policy Planning“ in den Administrationen von Bill Clinton and George W. Bush, wo sie für Russland und Osteuropa zuständig war. Von 2004 bis 2006 war sie Beamtin für Russland und Eurasien beim „National Intelligence Council“. Von 2008 bis 2012 war sie Mitglied des Beratungsausschusses des „Supreme Allied Commander“ in Europa.

## Bücher
- From Embargo to Ostpolitik: The Political Economy of West German-Soviet Relations, 1955–1980. Cambridge University Press, 1982, ISBN 978-0-521-52137-6.
- Russia and Germany Reborn: Unification, the Soviet Collapse, and the New Europe. Princeton University Press, 2000, ISBN 1-4008-2280-7 (deutsch: Rivalen des Jahrhunderts. Deutschland und Russland im neuen Europa. Propyläen, 2000, ISBN 3-549-05922-1).
- The Limits of Partnership: U.S.-Russian Relations in the Twenty-First Century. Princeton University Press, 2014, ISBN 978-1-4008-4845-4.
- Putin’s World: Russia Against the West and with the Rest. Twelve, 2019, ISBN 9781455533022 (deutsch: Putins Russland. Rowohlt, 2019, ISBN 978-3-498-06088-6).